# Церовац (Крагујевац)
Церовац је насељено место града Крагујевца у Шумадијском округу. Према попису из 2022. има 805 становника (према попису из 2011. било је 935 становника).
Насеље је основано 1804. године. Под њивама се налази 797,47 ha, воћњацима 69 ha, виноградима 7,79 ha, ливадама 53,92 ha, пашњацима 7,76 ha док остало земљиште заузима 0,17 ha. Село је типично Шумадијског типа, али не толико разбијено како је обичај за села из овог краја. Састоји се из неколико релативно хомогенизованих насеља. Према задњем попису има око 1000 становника. Месна заједница „Церовац“ постоји од 1965. године, село има уобичајну инфраструктуру са 90% асфалтираних путева, неколико локалних водовода мањег капацитета, добро покривену електроенергетску мрежу са 8 трафо станица и уличном расветом, 80% домаћинстава има телефонске прикључке. У селу постоји Основна школа „Сретен Младеновић“ која је скорије реновирана и у чијем се склопу налазе новоизграђени терени за фудбал и кошарку. У селу постоји и црква Свете Тројице која је још у изградњи, дом културе и више угоститељских и трговинско-пословних објеката.

## Демографија
У насељу Церовац живи 726 пунолетних становника, а просечна старост становништва износи 41,3 година (39,7 код мушкараца и 42,8 код жена). У насељу има 224 домаћинства, а просечан број чланова по домаћинству је 4,04.
Ово насеље је великим делом насељено Србима (према попису из 2002. године).
|             | \| Демографија[2] \| Демографија[2] \| Демографија[2] \| \| Година \| Становника \| Становника \| \| -------------- \| -------------- \| -------------- \| \| 1948. \| 990 \| \| \| 1953. \| 1.002 \| \| \| 1961. \| 934 \| \| \| 1971. \| 852 \| \| \| 1981. \| 883 \| \| \| 1991. \| 929 \| 902 \| \| 2002. \| 904 \| 936 \| \| 2011. \| 935 \| \| \| 2022. \| 805 \| \| |            |
| Демографија | |            |
| Година      | Становника | Становника |
| 1948.       | 990 |            |
| 1953.       | 1.002 |            |
| 1961.       | 934 |            |
| 1971.       | 852 |            |
| 1981.       | 883 |            |
| 1991.       | 929 | 902        |
| 2002.       | 904 | 936        |
| 2011.       | 935 |            |
| 2022.       | 805 |            |

| Етнички састав према попису из 2002.‍ | Етнички састав према попису из 2002.‍ | Етнички састав према попису из 2002.‍ | Етнички састав према попису из 2002.‍ | Етнички састав према попису из 2002.‍ |
| ------------------------------------ | ------------------------------------ | ------------------------------------ | ------------------------------------ | ------------------------------------ |
|                                      |                                      |                                      |                                      |                                      |
| Срби                                 | Срби                                 |                                      | 873                                  | 96,57%                               |
| Црногорци                            | Црногорци                            |                                      | 26                                   | 2,87%                                |
| Македонци                            | Македонци                            |                                      | 1                                    | 0,11%                                |
| непознато                            | непознато                            |                                      | 1                                    | 0,11%                                |

| Година пописа     | 1948. | 1953. | 1961. | 1971. | 1981. | 1991. | 2002. |
| ----------------- | ----- | ----- | ----- | ----- | ----- | ----- | ----- |
| Број домаћинстава | 203   | 205   | 202   | 205   | 207   | 219   | 224   |

| Број чланова      | 1  | 2  | 3  | 4  | 5  | 6  | 7  | 8 | 9 | 10 и више | Просек |
| ----------------- | -- | -- | -- | -- | -- | -- | -- | - | - | --------- | ------ |
| Број домаћинстава | 24 | 42 | 26 | 40 | 30 | 37 | 16 | 7 | 2 | 0         | 4,04   |

| Пол    | Укупно | Неожењен/Неудата | Ожењен/Удата | Удовац/Удовица | Разведен/Разведена | Непознато |
| ------ | ------ | ---------------- | ------------ | -------------- | ------------------ | --------- |
| Мушки  | 369    | 95               | 246          | 20             | 8                  | 0         |
| Женски | 388    | 42               | 250          | 84             | 12                 | 0         |
| УКУПНО | 757    | 137              | 496          | 104            | 20                 | 0         |

| Пол    | Укупно                    | Пољопривреда, лов и шумарство | Рибарство                            | Вађење руде и камена | Прерађивачка индустрија       |
| ------ | ------------------------- | ----------------------------- | ------------------------------------ | -------------------- | ----------------------------- |
| Мушки  | 251                       | 163                           | 0                                    | 0                    | 35                            |
| Женски | 156                       | 99                            | 0                                    | 0                    | 17                            |
| УКУПНО | 407                       | 262                           | 0                                    | 0                    | 52                            |
| Пол    | Производња и снабдевање   | Грађевинарство                | Трговина                             | Хотели и ресторани   | Саобраћај, складиштење и везе |
| Мушки  | 0                         | 2                             | 17                                   | 2                    | 9                             |
| Женски | 0                         | 0                             | 16                                   | 4                    | 0                             |
| УКУПНО | 0                         | 2                             | 33                                   | 6                    | 9                             |
| Пол    | Финансијско посредовање   | Некретнине                    | Државна управа и одбрана             | Образовање           | Здравствени и социјални рад   |
| Мушки  | 0                         | 5                             | 1                                    | 11                   | 1                             |
| Женски | 0                         | 1                             | 1                                    | 8                    | 8                             |
| УКУПНО | 0                         | 6                             | 2                                    | 19                   | 9                             |
| Пол    | Остале услужне активности | Приватна домаћинства          | Екстериторијалне организације и тела | Непознато            | Непознато                     |
| Мушки  | 5                         | 0                             | 0                                    | 0                    | 0                             |
| Женски | 1                         | 0                             | 0                                    | 1                    | 1                             |
| УКУПНО | 6                         | 0                             | 0                                    | 1                    | 1                             |